# Віллі Тульке
Віллі Тульке (нім. Willi Thulke; 22 вересня 1916, Гумбіннен — 4 вересня 1998, Ліппштадт) — німецький офіцер, оберстлейтенант вермахту (1 березня 1945) і бундесверу. Кавалер Лицарського хреста Залізного хреста з дубовим листям.

## Біографія
В 1938 році вступив у 22-й піхотний полк, офіцер резерву. З липня 1940 року — командир взводу 501-го піхотного полку 290-ї піхотної дивізії, з якою з липня 1941 року брав участь у Німецько-радянській війні. Відзначився у боях під Дем'янськом. З 1942 року — командир 6-ї роти свого полку. 1 січня 1943 року переведений із резерву на дійсну службу. З травня 1943 року — командир 1-го батальйону полку. В лютому 1944 року тяжко поранений. З 1 листопада 1944 року — командир 586-го гренадерського полку. Служив у бундесвері, 30 вересня 1972 року вийшов у відставку.

## Нагороди
- Залізний хрест
  - 2-го класу (22 липня 1941)
  - 1-го класу (17 грудня 1941)
- Штурмовий піхотний знак в сріблі
- Медаль «За зимову кампанію на Сході 1941/42»
- Лицарський хрест Залізного хреста з дубовим листям
  - лицарський хрест (7 січня 1943)
  - дубове листя (№424; 13 березня 1944)
- Нагрудний знак ближнього бою в бронзі